# Mandat de cession
 (septembre 2020).
Le mandat de cession est un contrat qui permet de confier à un tiers la recherche de contreparties pour la vente de titres non cotés. De la même manière qu’il est possible de confier la vente de son bien immobilier à une agence ou un professionnel du domaine, le mandat de cession constitue une solution adaptée à la vente de titres financiers. Confier cette tâche à un professionnel permet d’optimiser les conditions de sortie :
Optimiser la cession : Le mandataire se charge de valoriser les titres et accompagne dans la définition des conditions de vente. Il présente l’offre aux interlocuteurs qualifiés afin d’obtenir des intentions d’achat adaptées.
Non Exclusivité : Le mandat de cession est un contrat non exclusif qui présente une solution complémentaire efficace dans le cadre d'une vente. Le mandat de cession permet de recevoir des propositions afin de rester à l'écoute d'opportunités tout en restant décisionnaire.
Sécuriser la transaction : Le mandataire rédige et fait enregistrer l'ensemble des documents nécessaires au règlement-livraison afin d’optimiser les délais et sécuriser le transfert de propriété.
Rémunération au succès : Enfin, le mandat de cession n'engage financièrement le vendeur uniquement en cas de succès de l'opération. Les success-fees permettent de maîtriser les coûts de cession.
Les particuliers comme les professionnels peuvent avoir recours aux mandats de cession dans le cadre de la vente de participations dans des entreprises non-cotées.
Ceux-ci était historiquement utilisés par les dirigeants et tendent se démocratiser auprès des actionnaires minoritaires,.